# Вітантоніо Ліуцці
Вітанто́ніо "То́ні" Ліу́цці (італ. Vitantonio "Tonio" Liuzzi; нар. 6 серпня 1980, Локоротондо) — італійський професійний гонщик, який раніше виступав у Формулі-1 за команди Red Bull, Toro Rosso, Force India і HRT.

## Картинг
Ліуцці народився у Локоротондо, що в Італії. Як і більшість гонщиків, кар'єру пілота розпочав у картингу у віці 9 років. У 1993 році виграв Чемпіонат Італії з картингу, а в 1995 році зайняв друге місце за підсумками сезону Чемпіонату Світу з картингу. У тому ж році він зайняв 5-те місце на Європейському Чемпіонаті з картингу. У 2001 році виграв Чемпіонат Світу з картингу, перемігши самого Міхаеля Шумахера .

## Кар’єра до Формули-1

### Молодші Формульні серії
Після перемоги у Чемпіонаті Світу з картингу, Ліуцці перейшов до чемпіонату Єврокубок Формули-Рено 2.0, де посів друге місце за підсумками сезону 2001 року. Потім, виступаючи у Німецькій Євросерії Формули-3, зайняв тільки дев'яте місце за підсумками сезону. На Гран-прі Сан-Марино, Міжнародної серії Формули-3 Ліуцці виграв. Після цього у 2003 році компанія Ред Булл підписала з ним контракт на виступ у Формулі-3000. За підсумками цього чемпіонату Вітантоніо зайняв восьме місце. У наступному році Ліуцці перейшов до команди Arden, де виграв сім з десяти гонок і достроково завоював чемпіонський титул за одну гонку до фінішу чемпіонату.

## Формула-1

### Прихід у Формулу-1
Чемпіонство у Формулі-3000 привернуло увагу команд Формули-1. Багато чуток ширилось про можливий перехід Ліуцці до команди Ferrari. Перші тести він провів за кермом Sauber, хоча в результаті Тоні у січні 2005 підписав контракт з командою Red Bull.

### Red Bull Racing (2005)

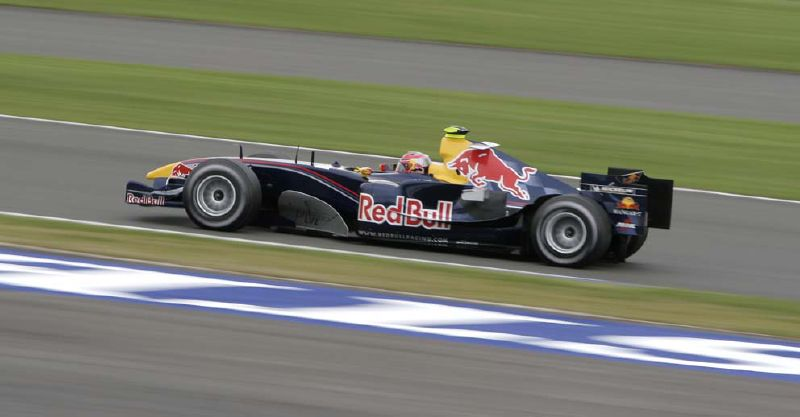
Ліуцці за кермом боліду Ред Булл на Гран-прі Великої Британії 2005

На початку сезону ходили чутки, що напарником Девіда Култхарда стане саме Ліуцці. Проте, команда вирішила інакше і замість Вітантоніо місце другого пілота зайняв Крістіан Клін. Ліуцці став тест-пілотом. Незважаючи на гарні результати Кліна у трьох перших гонках сезону, команда у наступних чотирьох «бойовим» пілотом вибрала Ліуцці (як виявилось, ще до початку сезону між пілотами та командою була домовленість, що Крістіан та Вітантоніо будуть по черзі виступати у гонках). У своїй першій гонці Гран-прі Сан-Марино Ліуцці зайняв 8 місце і заробив перші залікові бали у Формулі-1 (це сталося після дискваліфікації пілотів команді БАР). На четвертому етапі Гран-прі Європи Ліуцці приїхав за крок до залікової – 9-тим. Решту сезону він провів як тест-пілот.

### Toro Rosso (2006–2007)

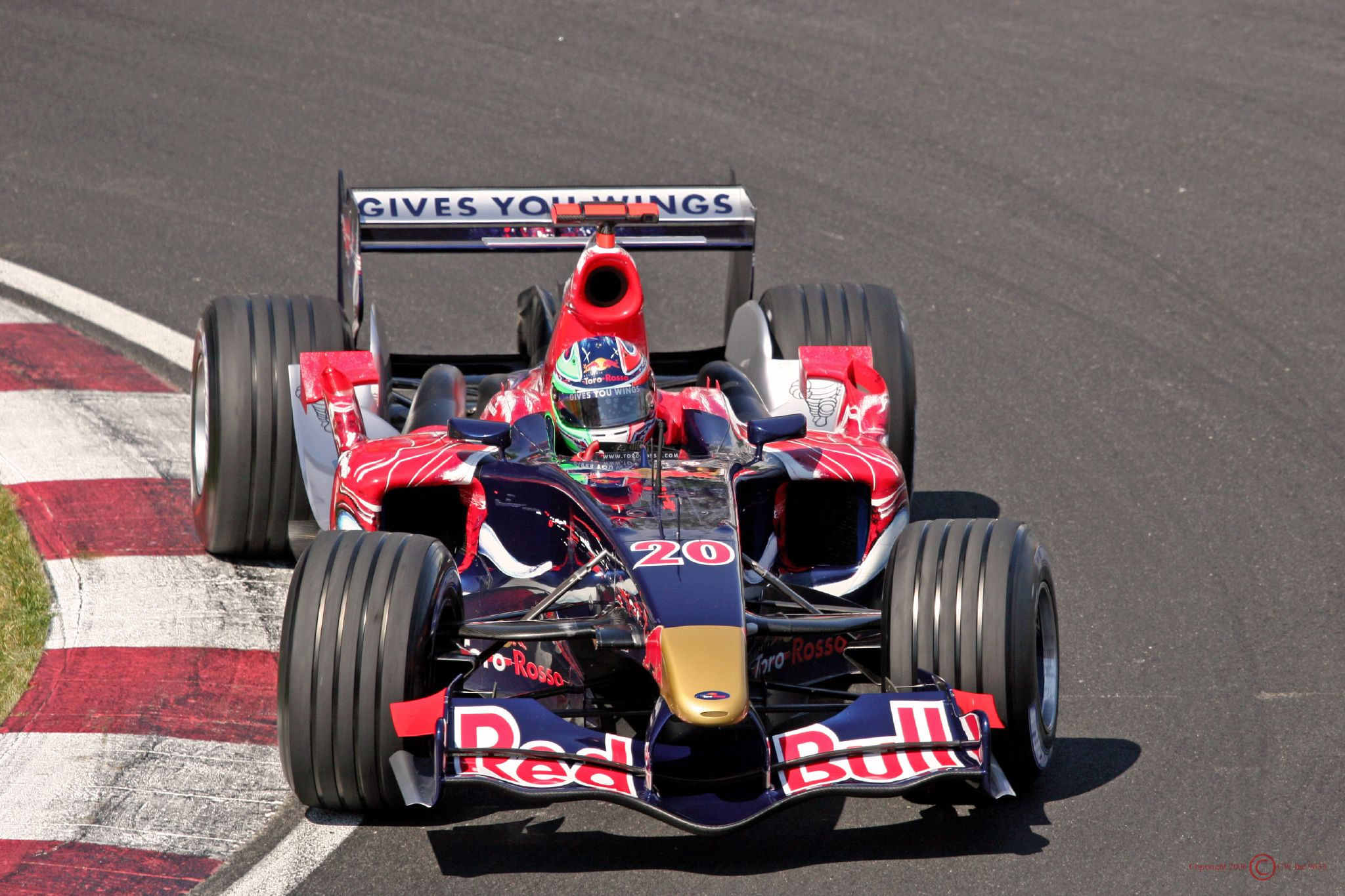
Ліуцці за кермом боліду Торо Россо на Гран-прі Канади 2006

Після придбання компанією Ред Булл команди Мінарді у 2007 році Ліуцці був переведений у нову стайню, яка отримала ім'я Торо Россо. На Гран-прі США Ліуцці, після довгої боротьби з Девідом Култхардом та Ніко Росбергом, приїхав восьмим, заробивши перші залікові бали для команди у сезоні. На жаль, це очко так і залишилось єдиним заліковим балом за підсумками сезону.
13 лютого 2007 року Вітантоніо був підтверджений як основний пілот Торо Россо на сезон 2007. Перша частина сезону пройшла для Ліуцці невдало: він часто припускався помилок. Пішли чутки про заміну Вітантоніо на Себастьяна Феттеля чи Себастьєна Бурде. Під кінець чемпіонату Ліуцці став покращувати свої результати. На Гран-прі Китаю він приїхав п'ятим, заробивши таким чином три залікові бали.

### Force India (2008–2010)

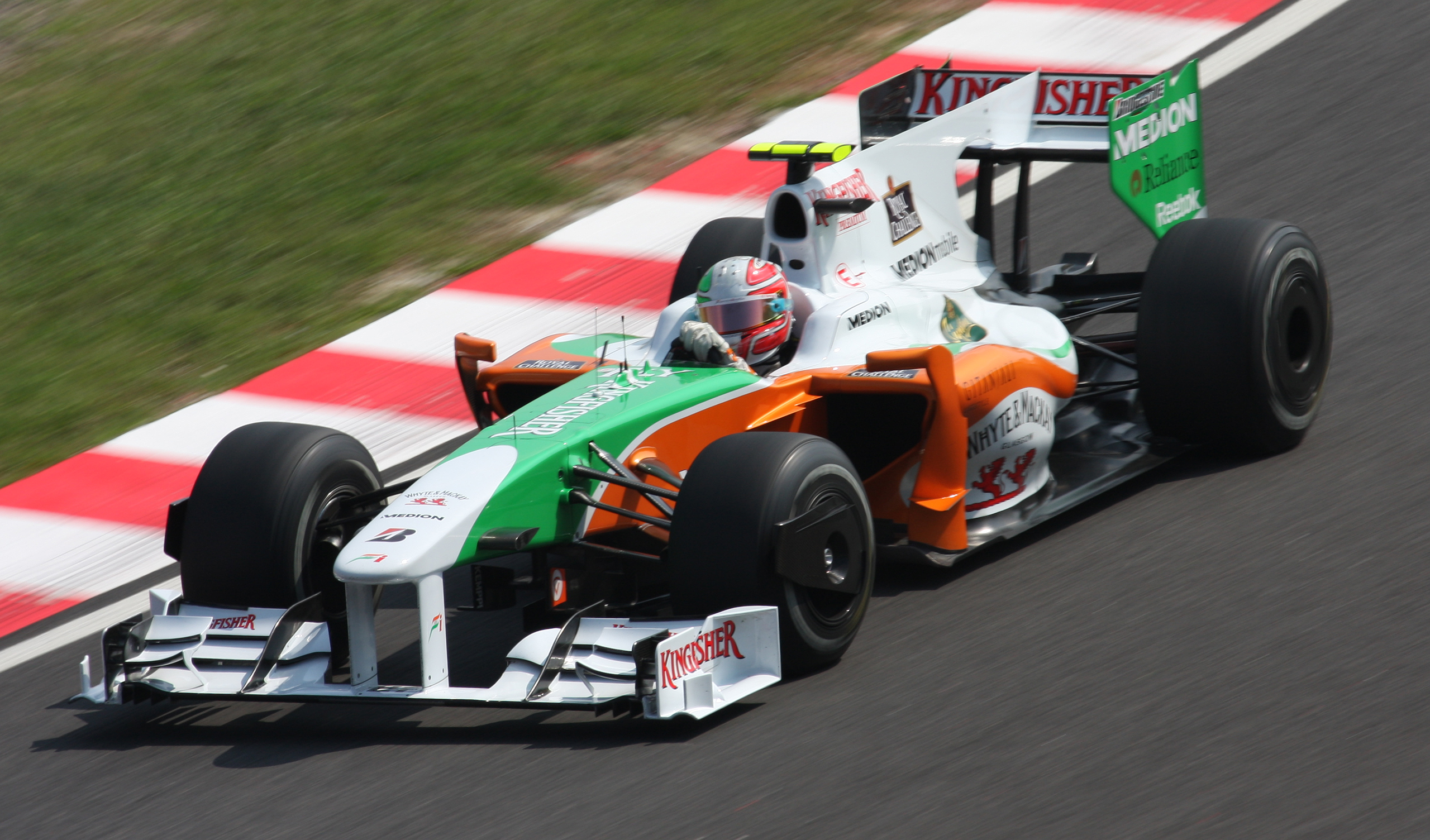
Ліуцці за кермом Force India на Гран-прі Японії 2009.

10 серпня 2007 року в Toro Rosso підтвердили, що Себастьєн Бурде приєднається до команди на сезон 2008 року, залишивши Ліуцці без місця. Менеджер Ліуцці, колишній бос Lotus Пітер Коллінз, підтвердив, що Ліуцці бажає продовжити свою кар'єру у Формулі-1. Його пов’язували з роллю тест-пілота команди Williams, але врешті-решт ця роль дісталась Ніко Гюлькенбергу. Згодом 10 січня 2008 року він отримав роль тест-пілота в команді Force India. Ліуцці заявив, що сподівається отримати місце бойового пілота у 2010 році, оскільки він має контракт до 2011 року, а контракти його товаришів по команді Адріана Сутіла та Джанкарло Фізікелли дійсні до кінця 2009 року.
3 вересня 2009 року Force India відпустила Фізікеллу, щоб він міг замінити Луку Бадоера у Ferrari, який заміняв у двох гонках травмованого пілота скудерії Феліпе Массу. 7 вересня 2009 року Force India оголосила, що Ліуцці виступатиме за них у п'яти останніх гонках сезону Формули-1 2009 року. Він дебютував за Force India на Гран-прі Італії 2009 року та кваліфікувався сьомим, що було вражаючим результатом, враховуючи той факт, що він почав гонку з більшим завантаженням пального, ніж його молодший товариш по команді Сутіл. Він стабільно їхав в очках, але був змушений зійти з дистанції на 22 колі через несправність трансмісії.

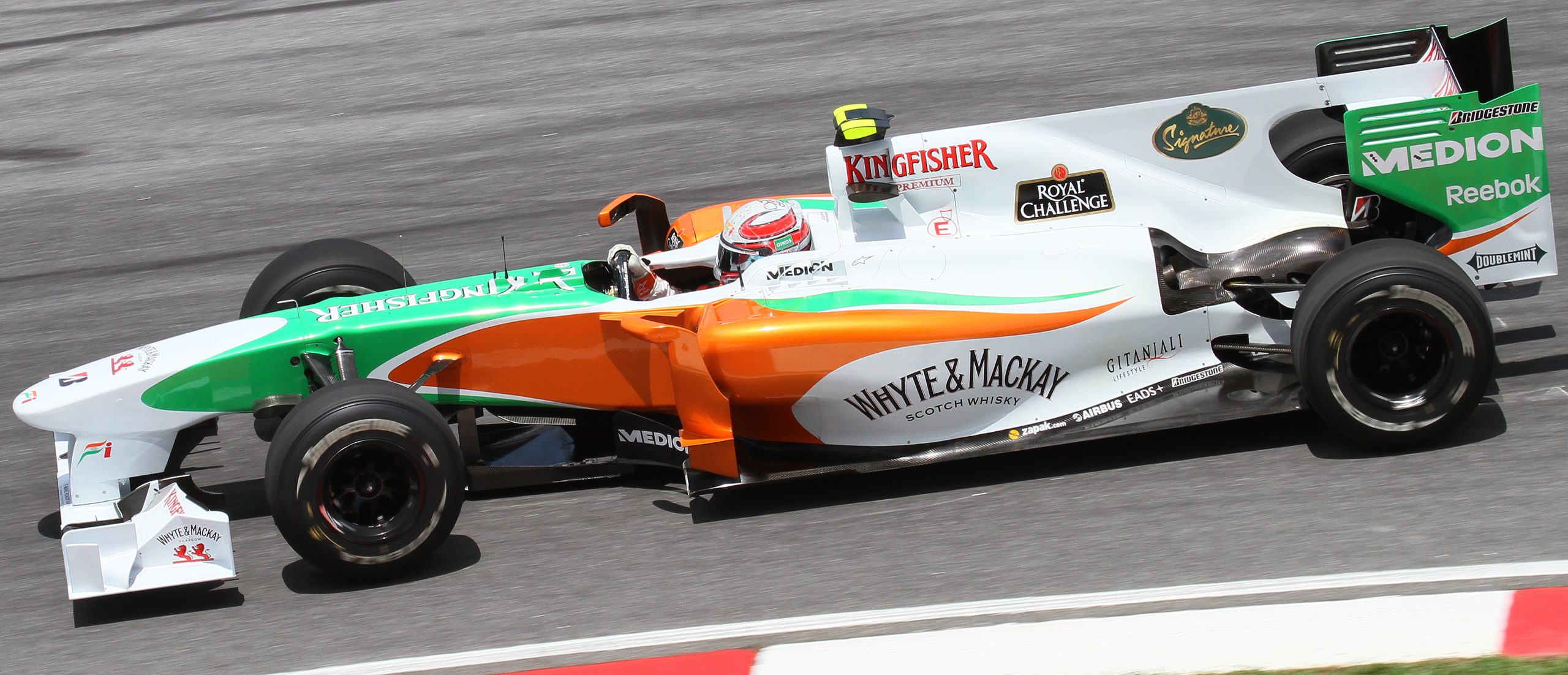
Ліуцці за кермом Force India на Гран-прі Малайзії 2010 року.

27 листопада 2009 року Force India оголосила, що залишила Адріана Сутіла та Ліуцці пілотами на 2010 рік. Ліуцці вперше набрав очки після Гран-прі Китаю 2007 року на Гран-прі Бахрейну, що відкривав сезон 2010 року. Він фінішував дев'ятим у гонці, набравши два очки завдяки введенню нової системи очок у Формулі-1 у 2010 році. На наступному етапі в Австралії він фінішував сьомим за мінливих погодних умов, набравши ще шість очок. У Монако Ліуцці фінішував дев'ятим, набравши ще два очки для Force India. На Гран-прі Канади Ліуцці пройшов кваліфікацію з найкращим у кар’єрі шостим місцем, яке покращилося до п’ятого після зміни коробки передач на боліді Марка Веббера. У гонці Ліуцці фінішував дев’ятим після того, як зіткнувся з Феліпе Массою в першому повороті. Він набрав ще одне очко на Спа-Франкоршам після того, як Хайме Альгерсуарі був оштрафований після гонки за те, що він отримав перевагу, зрізавши шикану «Bus Stop» на останніх колах. Він повторив свій найкращий результат в перегонах Формули-1, фінішувавши шостим на Гран-прі Кореї. Ліуцці закінчив сезон 15-м у чемпіонаті з 21 очком, що стало його найкращим результатом у кар’єрі Формули-1.
Незважаючи на те, що у нього був чинний контракт з Force India на 2011 рік, Ліуцці був замінений Полом ді Рестою.

### HRT (2011–2012)

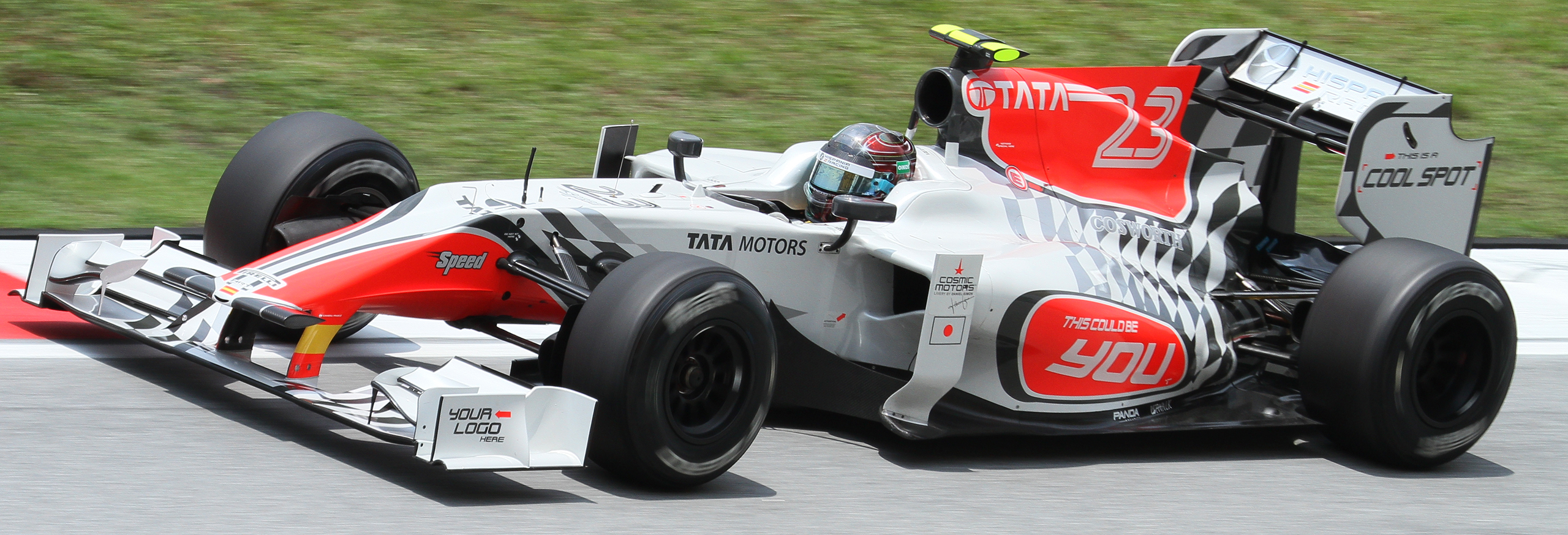
Ліуцці за кермом Hispania на Гран-прі Малайзії 2011 року.

Ліуцці розглядався як можлива заміна Роберта Кубіци в Lotus Renault GP на сезон 2011 року після того, як Кубіца отримав травмувався під час аварії на ралі в Італії 8 лютого. Однак, незважаючи на чутки про те, що Кубіца хотів, щоб Ліуцці був його заміною, команда вирішила найняти на цю роль Ніка Гайдфельда.
Згодом було оголошено, що Ліуцці проведе тести з командою Hispania Racing на трасі Каталунья, оскільки іспанська команда розглядало його на місце другого пілота поруч з Нараїном Картікеяном. Ліуцці було затверджено на цю роль 9 березня 2011 року. Він не пройшов кваліфікацію на Гран-прі Австралії та зійшов в Малайзії після того, як команда відкликала його з міркувань безпеки. Він зміг вперше фінішувати з командою, здобувши два 22-х місця у Китаї та Туреччині, але зійшов в Іспанії через проблему з коробкою передач. Він посів 16-е місце в Монако та 13-е місце в Канаді, що стало найкращим результатом для Hispania Racing на той момент. Після 23-го місця у Валенсії та 18-го на Гран-прі Великої Британії він не зміг фінішувати в Німеччині через проблеми з електрикою. Ліуцці став останнім класифікованим пілотом в Угорщині (20-ий) і Бельгії (19-ий), перед тим як зійшов на першому колі в Італії після контакту з Хейккі Ковалайненом. В результаті контакту Ліуцці пролетів по траві прямо на Віталія Петрова та Ніко Росберга. Він став останнім класифікованим пілотом в Сінгапурі (20-ий), Японії (23-ій) і Кореї (21-ий).
На Гран-прі Індії його замінив Нараїн Картікеян, який повернувся до ролі основного пілота перед своїми домашніми вболівальниками в партнерстві з Данієлем Ріккардо. Ліуцці за кермо в Абу-Дабі, однак, знову став останнім класифікованим пілотом на двадцятому місці. У фінальній гонці в Бразилії він кваліфікувався 21-м, випередивши свого напарника по команді Ріккардо та обидві машини Virgin. Він йшов попереду Ріккардо в гонці, але був змушений зійти з дистанції на 61 колі через несправність генератора.
У січні 2012 року Ліуцці заявив, що, незважаючи на те, що у нього був контракт на продовження роботи з командою в 2012 році, його позиція в команді була невизначеною. У лютому 2012 року було оголошено, що Нараїну Картікеяну було передано фінальне місце в перегонах; залишивши Ліуцці без місця за кермом.

## Інші гоночні серії
Не отримавши місця у Формулі-1, Ліуцці шукав інші варіанти перегонів. Зрештою він приєднався до International Superstars Series у сезоні 2012 року, виступаючи за CAAL Racing на Mercedes C63 AMG. Він посів свій перший подіум в першій гонці під час першого раунду в Монці та здобув свою першу перемогу в сезоні під час другої гонки цього раунду. Він фінішував другимим в чемпіонаті 2012 року, та третім в чемпіонаті 2013 року.
У 2014 році Ліуцці переїхав до Японії і брав участь у змаганнях Super GT (клас GT500) і Super Formula. У своєму першому сезоні Super GT він виступав за команду Autobacs Racing Team Aguri (ARTA) разом з Косуке Мацуурою.
У 2015 році він приєднався до команди Формули E Trulli GP, яку заснував колишній пілот Формули-1 Ярно Труллі. Ліуцці провів 5 гонок з командою та фінішував один раз в очках, здобувши 9-е місце на е-Прі Берліна. В наступному сезоні Формули Е 2015–16 боліди команди не змогли пройти контрольну перевірку на перших двох е-Прі і команда відмовилася від подальшої участі в чемпіонаті після е-Прі Путраджаї 2015 року.

## Результати виступів

### Гоночна кар’єра
| Сезон   | Серія                                   | Команда                     | Гонки | Перемоги | Поули | Н/к | Подіуми | Очки | Місце |
| ------- | --------------------------------------- | --------------------------- | ----- | -------- | ----- | --- | ------- | ---- | ----- |
| 2001    | Формула-Рено 2000 Німеччина             | GM Motorsport               | 8     | 1        | 1     | 3   | 4       | 139  | 2     |
| 2001    | Формула-Рено 2000 Єврокубок             | GM Motorsport               | 1     | 0        | 0     | 0   | 0       | 0    | НК    |
| 2002    | Німецька Формула-3                      | Opel Team BSR               | 18    | 0        | 2     | 0   | 3       | 25   | 9     |
| 2002    | Французька Формула-3                    | Opel Team BSR               | 2     | 0        | 0     | 0   | 0       | Н/Д  | НК†   |
| 2002    | Італійська Формула-3                    | Opel Team BSR               | 1     | 1        | 1     | ?   | 1       | 9    | 8     |
| 2002    | Формула-3 Мастерс                       | Opel Team BSR               | 1     | 0        | 0     | 0   | 0       | Н/Д  | 8     |
| 2002    | Кубок Європейської Формули-3            | Opel Team BSR               | 1     | 0        | 0     | 0   | 0       | Н/Д  | НК    |
| 2002    | Гран-прі Макао                          | Team Kolles Racing          | 1     | 0        | 0     | 0   | 0       | Н/Д  | НК    |
| 2003    | Міжнародна Формула-3000                 | Red Bull Junior Team F3000  | 10    | 0        | 1     | 0   | 2       | 39   | 4     |
| 2003    | World Series by Nissan                  | RC Motorsport               | 2     | 0        | 0     | 0   | 0       | 2    | 25    |
| 2004    | Міжнародна Формула-3000                 | Arden International         | 10    | 7        | 9     | 3   | 9       | 86   | 1     |
| 2005    | Формула-1                               | Red Bull Racing             | 4     | 0        | 0     | 0   | 0       | 1    | 24    |
| 2006    | Формула-1                               | Scuderia Toro Rosso         | 18    | 0        | 0     | 0   | 0       | 1    | 19    |
| 2007    | Формула-1                               | Scuderia Toro Rosso         | 17    | 0        | 0     | 0   | 0       | 3    | 18    |
| 2008–09 | Speedcar Series                         | UP Team                     | 9     | 3        | 1     | 4   | 5       | 45   | 3     |
| 2008–09 | A1 Grand Prix                           | A1 Team Italy               | 4     | 0        | 1     | 0   | 0       | 7    | 16    |
| 2009    | Формула-1                               | Force India F1 Team         | 5     | 0        | 0     | 0   | 0       | 0    | 22    |
| 2010    | Формула-1                               | Force India F1 Team         | 19    | 0        | 0     | 0   | 0       | 21   | 15    |
| 2011    | Формула-1                               | Hispania Racing F1 Team     | 18    | 0        | 0     | 0   | 0       | 0    | 23    |
| 2011    | International V8 Supercars Championship | Tony D'Alberto Racing       | 2     | 0        | 0     | 0   | 0       | 48   | 78    |
| 2012    | International Superstars Series         | CAAL Racing                 | 16    | 2        | 1     | 0   | 9       | 181  | 2     |
| 2012    | Campionato Italiano Superstars          | CAAL Racing                 | 10    | 1        | 0     | 0   | 3       | 92   | 3     |
| 2012    | FIA World Endurance Championship        | Lotus                       | 4     | 0        | 0     | 0   | 0       | 3    | 59    |
| 2012    | International V8 Supercars Championship | Tony D'Alberto Racing       | 1     | 0        | 0     | 0   | 0       | 0    | НК†   |
| 2013    | International Superstars Series         | Mercedes-AMG Romeo Ferraris | 16    | 3        | 2     | 3   | 7       | 189  | 3     |
| 2013    | Campionato Italiano Superstars          | Mercedes-AMG Romeo Ferraris | 10    | 2        | 1     | 2   | 6       | 158  | 2     |
| 2013    | FIA World Endurance Championship - LMP2 | Lotus                       | 6     | 0        | 0     | 0   | 0       | 8    | 25    |
| 2014    | Super GT                                | Autobacs Racing Team Aguri  | 8     | 0        | 0     | 0   | 0       | 14   | 16    |
| 2014    | Super Formula                           | HP Real Racing              | 9     | 0        | 0     | 0   | 0       | 1.5  | 16    |
| 2014–15 | Формула E                               | Trulli GP                   | 5     | 0        | 0     | 0   | 0       | 2    | 23    |
| 2015    | GT Asia Series                          | FFF Racing Team by ACM      | 8     | 1        | 0     | 0   | 1       | 38   | 24    |
| 2015    | FIA World Endurance Championship        | Team ByKolles               | 2     | 0        | 0     | 0   | 0       | 0    | НК    |
| 2015    | Stock Car Brasil                        | Schin Racing Team           | 1     | 0        | 0     | 0   | 0       | 0    | НК†   |
| 2015–16 | Формула E                               | Trulli GP                   | 2     | 0        | 0     | 0   | 0       | 0    | НК    |
| 2016–17 | Asian Le Mans Series - GT               | FFF Racing by ACM           | 1     | 0        | 0     | 0   | 0       | 6    | 17    |
| 2017    | International GT Open - Pro-Am          | FFF Racing Team by ACM      | 14    | 0        | 0     | 0   | 3       | 35   | 10    |
| 2017    | International GT Open                   | FFF Racing Team by ACM      | 14    | 0        | 0     | 0   | 0       | 6    | 33    |

† Ліуцці брав участь в змаганні за запрошенням, тому йому не нараховувалися очки чемпіонату.

### Формула-1
| Приклад      | Опис                                                              |
| ------------ | ----------------------------------------------------------------- |
| 1            | Переможець                                                        |
| 2            | Друге місце                                                       |
| 3            | Третє місце                                                       |
| 5            | Фінішував у очковій зоні                                          |
| 12           | Фінішував поза очковою зоною                                      |
| НКЛ          | Фінішував, але не класифікований                                  |
| Схід         | Не фінішував і не класифікований                                  |
| НКВ          | Не кваліфікований                                                 |
| НПКВ         | Не передкваліфікований                                            |
| ДСК          | Дискваліфікований                                                 |
| ТТР          | Брав участь тільки в тренуваннях                                  |
| тест         | Тестер по п'ятницях (з 2003 року)                                 |
| НС           | Брав участь у Гран-прі як бойовий пілот, але не стартував у гонці |
| Т            | Травмований чи хворий                                             |
| Викл         | Виключений із протоколу                                           |
| Від          | Відмова від участі                                                |
| НТР          | Не брав участі в тренуваннях                                      |
| НПР          | Не прибув на Гран-прі                                             |
| С            | Гонка скасована                                                   |
|              | Не брав участі                                                    |
| Жирний шрифт | Поул-позиція                                                      |
| Курсив       | Швидке коло                                                       |

| Рік  | Команда                 | Шасі              | Двигун                            | 1        | 2        | 3        | 4        | 5        | 6        | 7       | 8        | 9       | 10       | 11       | 12       | 13       | 14       | 15       | 16       | 17       | 18       | 19       | Місце | Очки |
| ---- | ----------------------- | ----------------- | --------------------------------- | -------- | -------- | -------- | -------- | -------- | -------- | ------- | -------- | ------- | -------- | -------- | -------- | -------- | -------- | -------- | -------- | -------- | -------- | -------- | ----- | ---- |
| 2005 | Red Bull Racing         | Red Bull RB1      | Cosworth TJ2005 3.0 V10           | АВС Тест | МАЛ Тест | БАХ Тест | СМР 8    | ІСП Схід | МОН Схід | ЄВР 9   | КАН      | США     | ФРА Тест | ВЕЛ Тест | НІМ Тест | УГО Тест | ТУР Тест | ІТА Тест | БЕЛ Тест | БРА Тест | ЯПО Тест | КИТ Тест | 24    | 1    |
| 2006 | Scuderia Toro Rosso     | Toro Rosso STR1   | Cosworth TJ2006 3.0 V10 14 Series | БАХ 11   | МАЛ 11   | АВС Схід | СМР 14   | ЄВР Схід | ІСП 15†  | МОН 10  | ВЕЛ 13   | КАН 13  | США 8    | ФРА 13   | НІМ 10   | УГО Схід | ТУР Схід | ІТА 14   | КИТ 10   | ЯПО 14   | БРА 13   |          | 19    | 1    |
| 2007 | Scuderia Toro Rosso     | Toro Rosso STR2   | Ferrari 056 2.4 V8                | АВС 14   | МАЛ 17   | БАХ Схід | ІСП Схід | МОН Схід | КАН Схід | США 17† | ФРА Схід | ВЕЛ 16† | ЄВР Схід | УГО Схід | ТУР 15   | ІТА 17   | БЕЛ 12   | ЯПО 9    | КИТ 6    | БРА 13   |          |          | 18    | 3    |
| 2009 | Force India F1 Team     | Force India VJM02 | Mercedes FO 108W 2.4 V8           | АВС      | МАЛ      | КИТ      | БАХ      | ІСП      | МОН      | ТУР     | ВЕЛ      | НІМ     | УГО      | ЄВР      | БЕЛ      | ІТА Схід | СІН 14   | ЯПО 14   | БРА 11   | АБУ 15   |          |          | 22    | 0    |
| 2010 | Force India F1 Team     | Force India VJM03 | Mercedes FO 108X 2.4 V8           | БАХ 9    | АВС 7    | МАЛ Схід | КИТ Схід | ІСП 15†  | МОН 9    | ТУР 13  | КАН 9    | ЄВР 16  | ВЕЛ 11   | НІМ 16   | УГО 13   | БЕЛ 10   | ІТА 12   | СІН Схід | ЯПО Схід | КОР 6    | БРА Схід | АБУ Схід | 15    | 21   |
| 2011 | Hispania Racing F1 Team | Hispania F111     | Cosworth CA2011 2.4 V8            | АВС НКВ  | МАЛ Схід | КИТ 22   | ТУР 22   | ІСП Схід | МОН 16   | КАН 13  | ЄВР 23   | ВЕЛ 18  |          |          |          |          |          |          |          |          |          |          | 23    | 0    |
| 2011 | HRT Formula 1 Team      | Hispania F111     | Cosworth CA2011 2.4 V8            |          |          |          |          |          |          |         |          |         | НІМ Схід | УГО 20   | БЕЛ 19   | ІТА Схід | СІН 20   | ЯПО 23   | КОР 21   | ІНД      | АБУ 20   | БРА Схід | 23    | 0    |

† Не фінішував на гран-прі, але був класифікований, оскільки подолав понад 90% дистанції.